# Bobby Gurney
Bobby Gurney (Silksworth, 13 ottobre 1907 – 14 aprile 1994) è stato un allenatore di calcio e calciatore inglese, di ruolo attaccante.

## Carriera
Giocò per tutta la carriera nel Sunderland con cui vinse un campionato inglese nel 1936 ed una FA Cup nel 1937. Fu capocannoniere della First Division nel 1936.

## Palmarès

### Giocatore

#### Competizioni nazionali
- Campionato inglese: 1

Sunderland: 1935-1936
- Coppa d'Inghilterra: 1

Sunderland: 1936-1937
- Community Shield: 1

Sunderland: 1936